# Barbara Cabrita

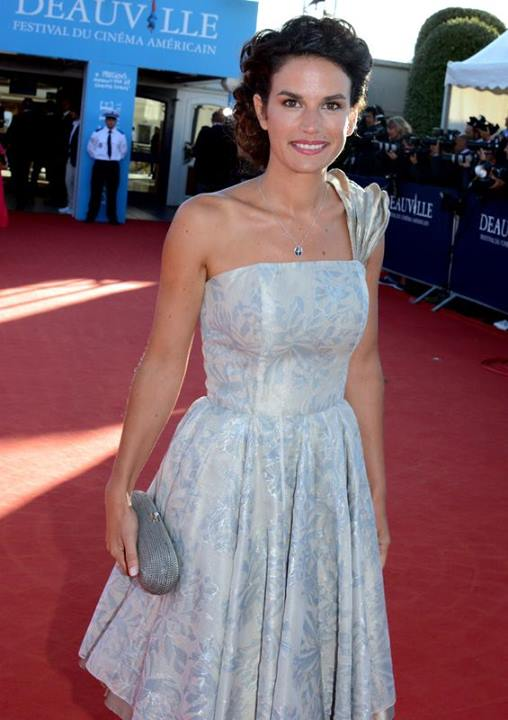
Barbara Cabrita (2013)

Barbara Cabrita (* 9. Mai 1982 in Trappes, Département Yvelines, Frankreich) ist eine portugiesisch-französische Schauspielerin und Model.

## Leben
Barbara Cabrita wurde 1982 als Jüngste von fünf Kindern eines portugiesischen Einwanderers und einer Französin in Trappes geboren. In ihrer Jugend war sie als Turnerin aktiv, musste den Sport aber aufgrund einer Verletzung aufgeben. Mit 16 Jahren begann sie als Model.
2001 bis 2002 war Cabrita in zehn Folgen der Fernsehserie Le groupe erstmals im Fernsehen zu sehen. 2003 hatte sie ihre erste Filmrolle in Die Amateure. Sie war 2006 bis 2012 in der Fernsehserie R.I.S, police scientifique zu sehen.

## Filmografie
- 2001–2002: Le groupe (Fernsehserie, 10 Folgen)
- 2003: Central Nuit (Fernsehserie, Folge 2x03)
- 2003: St. Tropez (Sous le soleil, Fernsehserie, Folge 8x22 In Sachen Liebe)
- 2003: Die Amateure (Les Amateurs)
- 2003–2004: Même âge, même adresse (Fernsehserie, 23 Folgen)
- 2005: L’homme qui voulait passer à la télé (Fernsehfilm)
- 2006–2012: R.I.S, police scientifique (Fernsehserie, 72 Folgen)
- 2007: Verloren im Cyberspace (Déjà vu, Fernsehfilm)
- 2008: Die schönsten Augen von Portugal (Fortunes, Fernsehfilm)
- 2010: Just Inès
- 2011: Die Zeit der Stille (Le temps du silence, Fernsehfilm)
- 2011: Alles Bakschisch (Fortunes, Fernsehserie, 4 Folgen)
- 2012: À votre service (Miniserie, Folge 1x01)
- 2013: Portugal, mon amour (La Cage Dorée)
- 2014: La vie pure
- 2014: Der Unbestechliche – Mörderisches Marseille (La French)
- 2014: Disparus (Miniserie, 2 Folgen)
- 2014: Des roses en hiver (Fernsehfilm)
- 2014: Crime en Lozère (Fernsehfilm)
- 2015: Ta mère!
- 2016: La Dream Team (Una squadra da sogno)
- 2016: Alliances rouge sang (Fernsehfilm)
- 2017: Die Pariserin: Auftrag Baskenland (Mission Pays basque)
- 2017–2018: Meurtres dans les Landes und Les Fantômes du Havre (Fernsehserie Meurtres à …, 2 Folgen)
- 2018: Les innocents (Miniserie, 6 Folgen)
- 2018: Wie ein Blitz vom Weihnachtshimmel; auch: Die Melodie der Liebe (Coup de foudre sur un air de Noël, Fernsehfilm)
- 2019: L’Héritage (Fernsehfilm)
- 2020: H24 (Fernsehserie, 7 Folgen)
- 2021: Escape (Fernsehfilm)
- 2021: Luther (Fernsehserie, 9 Folgen)
- 2021: Sam (Fernsehserie, 8 Folgen)
- 2022: Poulets grillés (Fernsehfilm)
- 2023: Escape 2: Morts à Venise (Fernsehfilm)
- seit 2023: OPJ Pacifique Sud (Fernsehserie)
- 2023: Le Négociateur (Fernsehserie)
- 2024: Rivière perdue (Fernsehserie)